# Roots to Branches
| Recensione       | Giudizio |
| ---------------- | -------- |
| AllMusic         |          |
| Progarchives     |          |
| George Starostin | [ 1 ]    |

(da "Roots to Branches")
(da "Valley")
Roots to Branches è un album della band progressive rock inglese Jethro Tull, pubblicato nel 1995.

## Il disco
Roots to Branches è considerato l'album della piena maturità del gruppo. In esso si nota un ritorno allo stile degli anni settanta, con reminiscenze folk, ma c'è una novità che colpisce: l'influenza della musica araba che rende il disco, in un certo senso, "orientaleggiante".
Ritornano prepotentemente i temi scottanti della religione, in particolare la title track tratta del fenomeno, sempre più attuale, che i veri insegnamenti della religione (qualunque essa sia) come ci sono stati tramandati dai profeti, vengono distorti dall'uomo per il proprio tornaconto. Da qui il titolo Roots to Branches, che letteralmente significa dalle radici ai rami, dove le radici sono evidentemente i concetti originari e i rami costituiscono le loro distorsioni successive.
Per l'atmosfera che richiama, l'album è stato accostato a Benefit, Heavy Horses, Broadsword e Rock Island, i cosiddetti dark albums.
I testi e la musica sono inoltre estremamente complessi e per questo motivo non facilmente accessibili da molti fans.
Ciononostante un album di successo tra gli stessi.

## Tracce
1. Roots to Branches – 5:11
2. Rare and Precious Chain – 3:35
3. Out of the Noise – 3:25
4. This Free Will – 4:05
5. Valley – 6:07
6. Dangerous Veils – 5:35
7. Beside Myself – 5:50
8. Wounded, Old And Treacherous – 7:50
9. At Last, Forever – 7:55
10. Stuck in the August Rain – 4:06
11. Another Harry's Bar – 6:21

## Formazione
- Ian Anderson - voce, flauto traverso, flauto di bambù, chitarra acustica
- Martin Barre - chitarra
- Doane Perry - batteria
- Andrew Giddings - tastiere
- Dave Pegg - basso (tracce 3, 5, 11)
- Steve Bailey - basso (tracce 1, 6, 7, 8, 9, 10)